# Irreguljär migrant

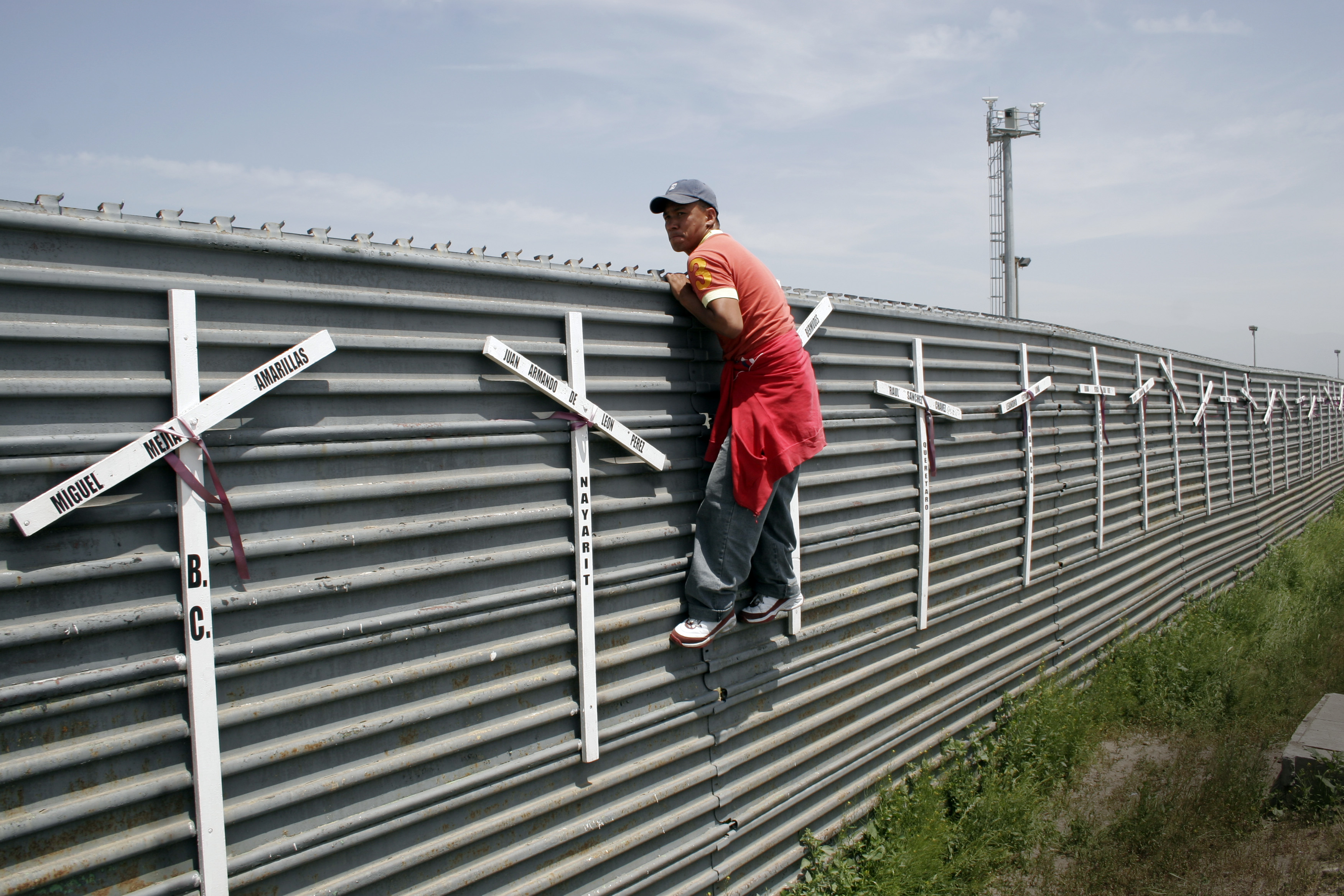
En migrant som försöker ta sig över gränsen mellan Mexiko och USA.

En  irreguljär migrant eller papperslös är en person som vistas i ett land utan giltigt tillstånd eller rättslig status. En papperslös person kan ha rest in i landet illegalt eller tidigare haft rätt att resa in i och upprätthålla sig i landet men sedan stannat i landet efter att detta tillstånd upphört att gälla. Även personer födda i ett land kan vara papperslösa där, beroende på föräldrarnas rättsliga status.
Begreppet papperslös ska inte sammanblandas med en person som saknar legitimationshandling. Exempelvis har en asylsökande utan pass rätt att vistas i det nya landet och är således inte papperslös. Detsamma gäller en person som fått avslag på sin asylansökan men som på grund av verkställighetshinder inte kan tvångsutvisas. En person som har identitetshandlingar och som vistas illegalt i ett land betecknas däremot som papperslös trots sitt innehav av identitetshandling.
Människor som vistas illegalt i ett annat land än hemlandet möter många hinder och svårigheter i det vardagliga så som arbete, boende, sjukvård och sysselsättning. Papperslösa erkänns dock folkrättsligt vissa rättigheter såsom att papperslösa barn ska erbjudas skola och sjukvård. Enligt vissa tolkningar av folkrätten ger den även alla papperslösa rätt till akutsjukvård.

## I världen

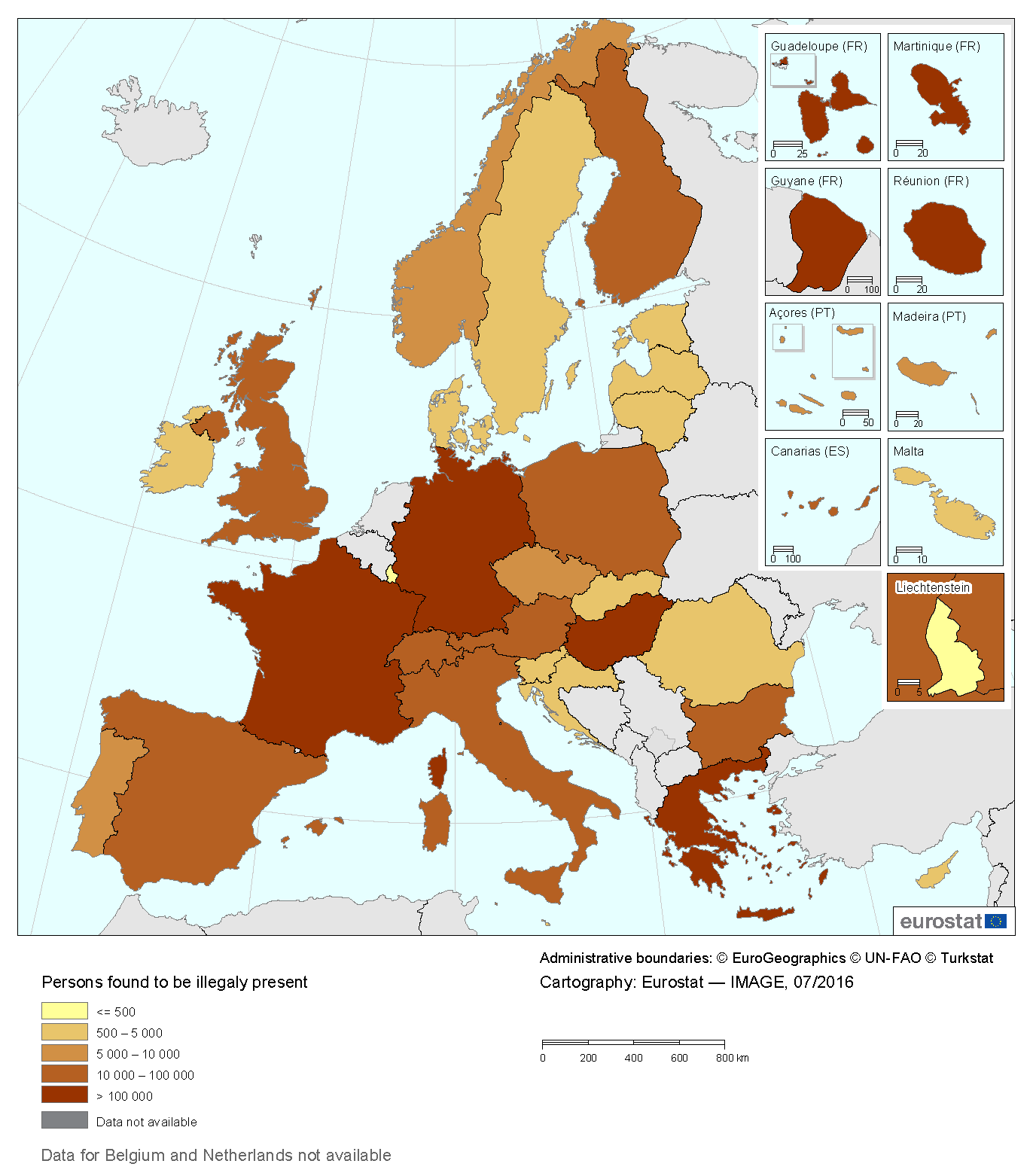
Eurostat: Icke EU medborgare som befinner sig illegalt i EU-28 och EFTA år 2015

FN beräknade 2013 att det fanns ungefär 30–40 miljoner irreguljära migranter i världen, varav 1,9–3,8 miljoner beräknades befinna sig i EU. Det sammanlagda antalet irreguljära migranter motsvarade mellan 15 och 20% av världens migranter.
I vissa länder utgör papperslösa en väsentlig del av befolkningen. I Spanien uppskattades gruppen år 2006 till mellan 300 000 och 800 000 personer. Enligt PEW Research Center uppgick antalet utlänningar utan uppehållstillstånd i USA till 10,5 miljoner individer år 2017.

## I Norge
Politiets utlendingsenhet (PU) hade år 2014 registrerat 14 000 personer som olovligt uppehöll sig Norge varav 5000 satt i asylmottagningsenheter. Många av dem var asylsökare som fått avslag och 550 av dem dömda brottslingar som skulle ha blivit utvisade. År 2017 drogs i en rapport författad av Oxford Research på uppdrag av Utlendingsdirektoratet slutsatsen att mellan 18 000 och 56 000 personer befann sig olovligen i Norge.

## I Sverige
Personer som vistas i Sverige i mer än tre månader ska ha uppehållstillstånd om inte visering har beviljats för längre tid. Kravet gäller inte för svenska medborgare. Medborgare i andra EES-länder kan, om vissa krav är uppfyllda, ha uppehållsrätt i Sverige utan att behöva uppehållstillstånd. Speciella regler gäller också för personer som har ansökt om asyl enligt utlänningslagen 4 kap. 1-2 §§. Så länge asylansökan inte är avgjord har de rätt att vistas i Sverige utan uppehållstillstånd. Att vistas illegalt i landet är i Sverige olagligt men straffvärdet för detta är lägre än det föreskrivna straffet för när det enligt offentlighets- och sekretesslagen är tillåtet att bryta mot sekretessen. Därmed får vårdpersonal inte kontakta polisen enbart för att personen saknar tillstånd att befinna sig i landet.

### Omfattning

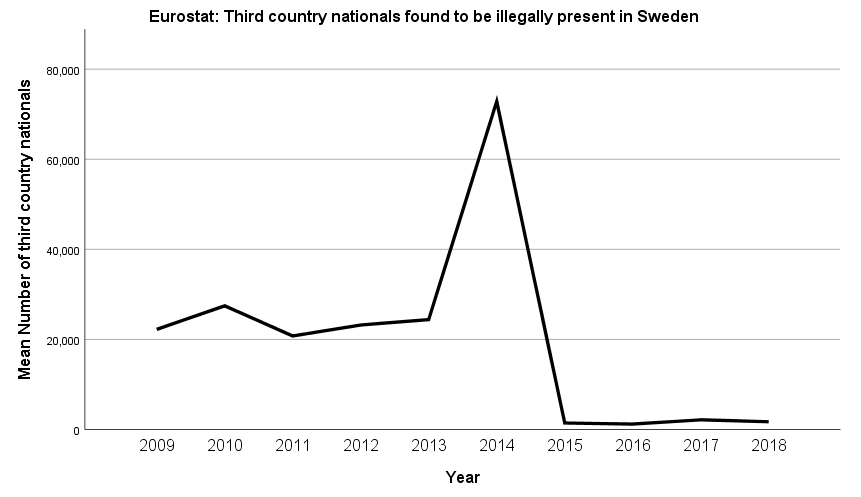
Tredjelandsmedborgare (EU-begrepp "Eurostat Third Country" betyder "ej medborgare i något EU-land") som illegalt uppehöll sig i Sverige åren 2009-2014 enligt Eurostat

Det saknas pålitlig statistik över antalet personer som olovligen uppehåller sig i Sverige. Utredningen om vård för papperslösa m.fl. 2011 antog att det fanns som mest 35 000 i hela landet. År 2018 uppskattades 50 000 papperslösa finnas i landet, med en prognos om ytterligare 42 000 fram till 2022. År 2023 uppskattades mellan 50 000 och 100 000 vara papperslösa.

### Livssituation
Personer som av eget val eller på grund av faktiskt eller upplevt tvingande skäl lever som papperslösa i Sverige  möter många hinder och svårigheter i det vardagliga så som arbete, boende, utbildning och sjukvård. Då de även är utestängda från den ordinarie arbetsmarknaden försörjer sig många genom svartarbeten där de ofta erhåller låga löner och sämre arbetsvillkor än på den ordinarie marknaden. Enligt Skatteverket 2023 är det många av dessa papperslösa som själva tror sig betala skatt på lönen. En papperslös som klagar på arbetsförhållanden riskerar att bli av med jobbet eller utvisad till sitt hemland. Möjligheten att få subventionerad sjukvård kan vara förknippad med en risk att bli angiven till polisen, något som 2007 kritiserades av FN:s människorättsråds rapportör Paul Hunt och Röda Korset.
Papperslösa har rätt till vård som inte kan vänta, exempelvis akutsjukvård, psykiatrisk vård och mödrahälsovård. De har även rätt till en hälsoundersökning. Enskilda landsting kan ibland bevilja ytterligare vård till papperslösa. Enligt uppgifter i Dagens Nyheter 2008 gav i praktiken ungefär hälften av landstingen papperslösa tillgång till skattefinansierad vård på samma premisser som de som har uppehållstillstånd. Papperslösa barn har rätt till samma hälso- och sjukvård samt tandvård som permanent bosatta i Sverige.
Barn som är papperslösa har rätt till bostad, men eftersom Socialtjänsten är skyldig att meddela adressen till myndigheter i Sverige hålls många gömda istället.
Sedan den 1 juli 2013 har barn som är papperslösa rätt att gå i skolan i Sverige. Det omfattar utbildning i förskoleklass, grundskola, grundsärskola, specialskola och sameskola. Om utbildningen påbörjas innan barnet har fyllt 18 år gäller rätten även gymnasieskola och gymnasiesärskola.

### Inre utlänningskontroll
Polismyndigheten kontrollerar enskildas rätt att vistas i Sverige. Det får inte ske enbart på grund av utseende, språk eller namn utan ska ske i samband med exempelvis frihetsberövande, brottsutredning, trafikkontroll eller ordningsbrott. Polisen har rätt och skyldighet att fastställa identitet på brottsmisstänkta och då avslöjas illegala invandrare. Utan brottsmisstanke får polisen inte kontrollera identitet, med vissa undantag, såsom att man kan kontrollera bilförares körkortsinnehav eller att tullen vid gränsen har fri rätt att kontrollera personer (även om de formellt inte får gå på hudfärg).[källa behövs]
Kontroller sker i enlighet med ett regleringsbrev från Justitiedepartementet i vilket polisen ges i uppdrag att effektivisera genomförandet av beslutade utvisningar.